# Josep Moll i Marquès
Josep Moll i Marquès (* 7. Dezember 1934 in Ciutadella auf Menorca; † 26. August 2007 in Palma) war ein spanischer Politiker und Journalist.

## Leben
Er wurde als Sohn des Linguisten und Philologen Francesc de Borja Moll geboren. Bereits seit frühen Kindertagen lebte er auf der spanischen Mittelmeerinsel Mallorca. Er studierte Chemie und war als Werksstudent bei BASF in Ludwigshafen. In den Sommermonaten der Jahre 1957 und 1958 arbeitete er mit dem Kolpingwerk auf deutschen Soldatenfriedhöfen in der französischen Normandie. 1959 und 1960 war er als Reiseleiter für Hotelplan auf Mallorca tätig. Hier lernte er seine später Ehefrau, die aus dem Rheinland stammende Karin Kammerich kennen, mit der er in Deutschland drei Töchter bekam. Er erwarb am Sprachen- und Dolmetscher Institut in München ein Diplom als Dolmetscher und war dort von 1961 bis 1963 Dozent für Spanisch. Er publizierte eine spanische Grammatik für Deutsche. Schon früh engagierte er sich auch für die Katalanische Sprache.
Josep Moll i Marquès wurde Redakteur der von der ARD für spanische Gastarbeiter in Deutschland ausgestrahlten Hörfunksendung, insbesondere die Sendung Dígamelo en alemán des Bayerischen Rundfunks. Seine Tätigkeit führte zu einem Konflikt mit Behörden der in Spanien damals herrschenden Franco-Diktatur. Von 1967 bis 1974 durfte er daher nicht in Spanien einreisen. 1968 trat er der SPD bei und gründete die Ortsgruppe München der sozialistischen spanischen PSOE.
Josep Moll i Marquès kehrte im Dezember 1977 nach dem Ende der Franco-Diktatur nach Spanien zurück. Er kandidierte erfolglos für das Amt des Bürgermeisters von Palma de Mallorca. Von 1979 bis 1983 war er Abgeordneter für die PSOE im Inselrat von Mallorca, von 1983 bis 1995 im Parlament der Balearen, ab 1987 als dessen Vizepräsident. Dann war er Oppositionsführer im Stadtrat von Palma de Mallorca. Im Jahr 1999 gab er seine politischen Ämter auf.
Er war dann als ständiger Mitarbeiter des deutschsprachigen Mallorca Magazins tätig. Im Oktober 2003 wurde er Vorsitzender des Deutsch-Mallorquinischen Vereins Associació Alemanya i Mallorquina (AAM). Das Amt hatte er bis 2005 inne. Josep Moll i Marquès veröffentlichte diverse Artikel in deutschen Zeitschriften und betätigte sich als Autor deutschsprachiger Sachbücher. Etwa 2005 zog er mit seiner Ehefrau nach Binissalem.
Er verstarb überraschend an Herzversagen. Die Trauerfeier fand in Palma de Mallorca in der Kirche Sant Francesc statt.

## Werke (Auswahl)
- So sind wir Mallorquiner, 2001
- Das Autonomiestatut der Balearischen Inseln, 2001 (Übersetzung ins Deutsche)
- Mallorca, 2005
- Modernes Spanisch (als Mitautor)